# 宿霧馬拉卡南宮
宿霧馬拉卡南宮是菲律宾总统在米沙鄢群岛的官邸，位于宿霧市，靠近港口和圣佩德罗堡，与圣婴圣殿、麦哲伦十字架以及市政厅也只在步行距离之内.。它以在首都马尼拉的总统官邸马拉卡南宫而得名。

## 历史
该建筑原为宿霧海关大楼，建于1910年，由菲律宾政府的指定建筑师（1905-1914 ）威廉·E·帕森斯设计。帕森斯被丹尼尔·伯纳姆选中制定马尼拉和碧瑶的城市发展规划。帕森斯提出了自己的宿务城市发展规划，海关大楼是按其规划建成的第一座建筑物。
2004年，菲律宾总统艾若育夫人将其改为宿霧馬拉卡南宫。政府出资70万菲律宾比索修复这座建筑。海关被迫搬出这座建筑，搬到从宿雾港务局租赁的房屋内。
2012年2月6日地震后，该建筑的天花板，地板和内墙出现巨大的裂缝。该建筑无法使用，被视为“白象”。宿务市市长迈克尔·拉玛希望保留这座历史建筑，作为总统在南方的象征驻地，并作为一个旅游景点。